# Olympische Sommerspiele 1984/Leichtathletik – 200 m (Frauen)

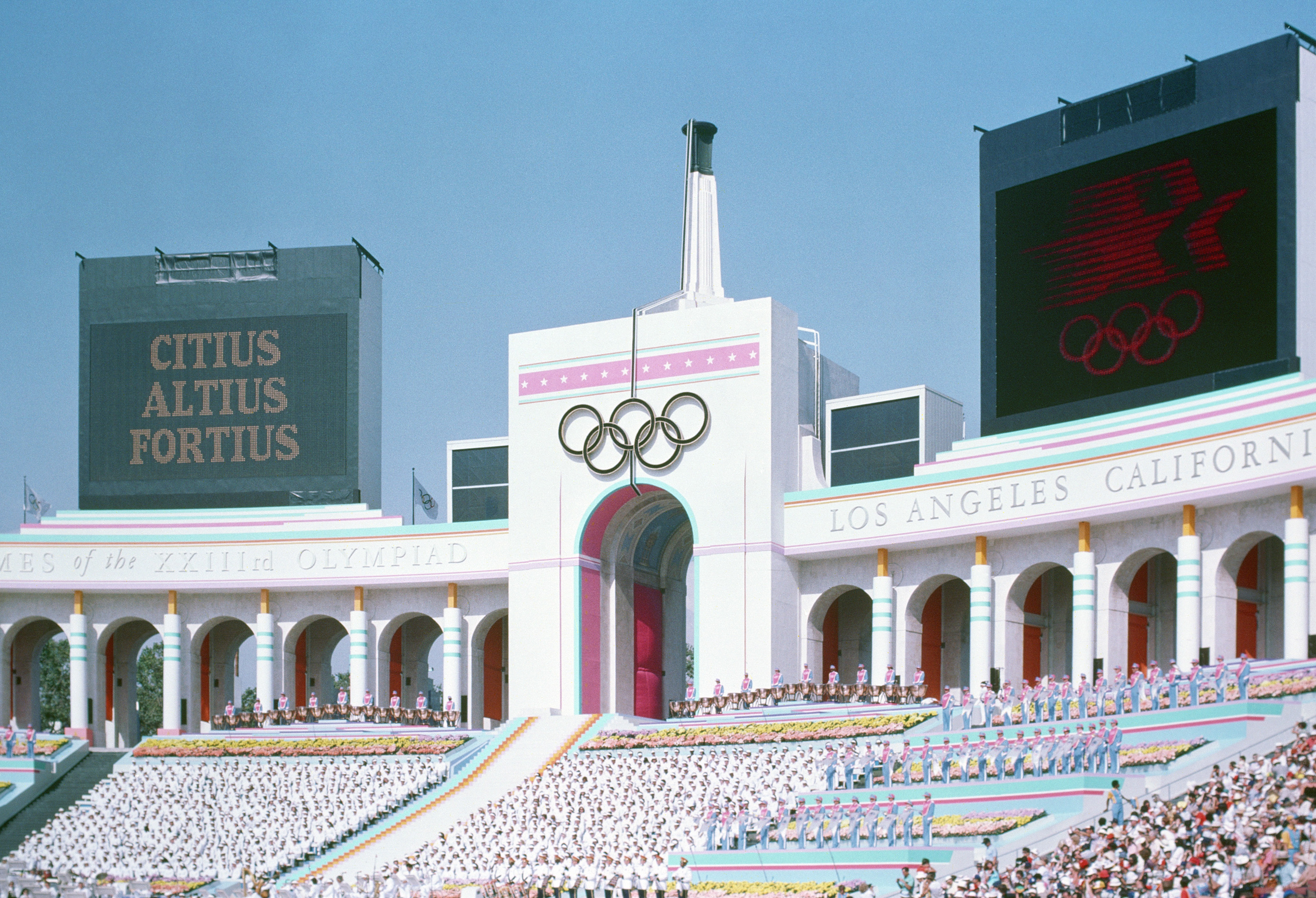
Blick auf des Eingangstor des Los Angeles Memorial Coliseum

Der 200-Meter-Lauf der Frauen bei den Olympischen Spielen 1984 in Los Angeles wurde am 8. und 9. August 1984 im Los Angeles Memorial Coliseum ausgetragen. 37 Athletinnen nahmen teil.
Olympiasiegerin wurde die US-Amerikanerin Valerie Brisco-Hooks. Sie gewann vor ihrer Landsfrau Florence Griffith und der Jamaikanerin Merlene Ottey-Page.
Die Bundesrepublik Deutschland wurde durch Heidi-Elke Gaugel und Michaela Schabinger vertreten. Schabinger schied im Viertelfinale aus, Gaugel im Halbfinale.

Läuferinnen aus der Schweiz, Österreich und Liechtenstein nahmen nicht teil. Athletinnen aus der DDR waren wegen des Olympiaboykotts ebenfalls nicht dabei.

## Aktuelle Titelträgerinnen
| Olympiasiegerin 1980                      | Marita Koch ( DDR)                        | 48,88 s | Moskau 1980   |
| Weltmeisterin 1983                        | Jarmila Kratochvílová ( Tschechoslowakei) | 47,99 s | Helsinki 1983 |
| Europameisterin 1982                      | Marita Koch ( DDR)                        | 48,16 s | Athen 1982    |
| Panamerikanische Meisterin 1983           | Charmaine Crooks ( Kanada)                | 51,49 s | Caracas 1983  |
| Zentralamerika und Karibik-Meisterin 1983 | Ana Fidelia Quirot ( Kuba)                | 52,89 s | Havanna 1983  |
| Südamerika-Meisterin 1983                 | Elba Barbosa ( Brasilien)                 | 54,0 s  | Santa Fe 1983 |
| Asienmeisterin 1983                       | Pilavullakandi Usha ( Indien)             | 54,20 s | Kuwait 1983   |
| Afrikameisterin 1982                      | Ruth Atuti ( Kenia)                       | 54,48 s | Kairo 1982    |

## Rekorde

### Bestehende Rekorde
| Weltrekord         | 21,71 s | Marita Koch ( DDR)   | Karl-Marx-Stadt (heute Chemnitz), DDR (heute Deutschland) | 10. Juni 1979 |
| Olympischer Rekord | 22,03 s | Bärbel Wöckel ( DDR) | Finale OS Moskau, Sowjetunion (heute Russland)            | 30. Juli 1980 |

### Rekordverbesserung
Die US-amerikanische Olympiasiegerin Valerie Brisco-Hooks verbesserte den bestehenden olympischen Rekord im Finale am 9. August bei einem Gegenwind von 0,1 m/s um 22 Hundertstelsekunden auf 21,81 s. Den Weltrekord verfehlte sie damit um eine Zehntelsekunde.

## Vorrunde
Datum: 8. August 1984
Die 37 Teilnehmerinnen in sechs Vorläufe gelost. Für das Viertelfinale qualifizierten sich pro Lauf die ersten fünf Athletinnen. Darüber hinaus kamen die zwei Zeitschnellsten, die sogenannten Lucky Loser, weiter. Die direkt qualifizierten Athletinnen sind hellblau, die Lucky Loser hellgrün unterlegt. Nur fünf der gestarteten Wettbewerberinnen schieden aus.
Mit siebzehn Jahren war Soraima Martha von den Niederländischen Antillen die jüngste Teilnehmerin. Binta Jambane aus Mosambik war mit 42 Jahren die Seniorin im Starterfeld.
Die schnellste Vorlaufzeit erzielte die US-Amerikanerin Florence Griffith mit 22,56 s in Lauf eins. Mit 25,41 s war Amie Ndow aus Gambia in Lauf drei die langsamste Teilnehmerin, die sich für das Viertelfinale qualifizieren konnte. Schnellste Läuferin der nicht für die nächste Runde qualifizierten Athletinnen war Lydia de Vega von den Philippinen, die im ersten Rennen 25,10 s erzielte.

### Vorlauf 1
Wind: −2,0 m/s, Temperatur: 25 °C
| Platz | Name                  | Nation         | Zeit    |
| ----- | --------------------- | -------------- | ------- |
| 1     | Florence Griffith     | USA            | 22,56 s |
| 2     | Joan Baptiste         | Großbritannien | 23,31 s |
| 3     | Raymonde Naigre       | Frankreich     | 23,50 s |
| 4     | Angela Bailey         | Kanada         | 24,15 s |
| 5     | Semra Aksu            | Türkei         | 24,27 s |
| 6     | Lydia de Vega         | Philippinen    | 25,10 s |
| 7     | Miriama Tuisorisori   | Fidschi        | 26,82 s |
| DNS   | Eugenia Osho-Williams | Sierra Leone   |         |

### Vorlauf 2
Wind: −0,4 m/s, Temperatur: 26 °C
| Platz | Name              | Nation                   | Zeit    |
| ----- | ----------------- | ------------------------ | ------- |
| 1     | Grace Jackson     | Jamaika                  | 22,70 s |
| 2     | Pauline Davis     | Bahamas                  | 23,37 s |
| 3     | Heidi-Elke Gaugel | BR Deutschland           | 23,37 s |
| 4     | Ruth Enang Mesode | Kamerun                  | 24,39 s |
| 5     | Nzaeli Kyomo      | Tansania                 | 24,68 s |
| 6     | Soraima Martha    | Niederländische Antillen | 25,56 s |
| 7     | Marie-Ange Wirtz  | Seychellen               | 25,88 s |
| DNS   | Marita Payne      | Kanada                   |         |

### Vorlauf 3
Wind: −1,5 m/s, Temperatur: 26 °C
| Platz | Name                 | Nation              | Zeit    |
| ----- | -------------------- | ------------------- | ------- |
| 1     | Valerie Brisco-Hooks | USA                 | 23,30 s |
| 2     | Els Vader            | Niederlande         | 23,65 s |
| 3     | Teresa Rioné         | Spanien             | 24,48 s |
| 4     | Mo Myung-hee         | Südkorea            | 24,86 s |
| 5     | Amie Ndow            | Gambia              | 25,41 s |
| DNS   | Angella Taylor       | Kanada              |         |
| DNS   | Gillian Forde        | Trinidad und Tobago |         |

### Vorlauf 4
Wind: +0,9 m/s, Temperatur: 26 °C
| Platz | Name                      | Nation              | Zeit    |
| ----- | ------------------------- | ------------------- | ------- |
| 1     | Merlene Ottey-Page        | Jamaika             | 22,90 s |
| 2     | Marisa Masullo            | Italien             | 23,30 s |
| 3     | Liliane Gaschet           | Frankreich          | 23,32 s |
| 4     | Angela Williams           | Trinidad und Tobago | 23,38 s |
| 5     | Christa Schumann-Lottmann | Guatemala           | 24,91 s |
| 6     | Emma Tahapari             | Indonesien          | 25,07 s |
| DNS   | Mercy Addy                | Ghana               |         |

### Vorlauf 5
Wind: +2,3 m/s, Temperatur: 27 °C
| Platz | Name               | Nation                  | Zeit    |
| ----- | ------------------ | ----------------------- | ------- |
| 1     | Randy Givens       | USA                     | 22,88 s |
| 2     | Rose-Aimée Bacoul  | Frankreich              | 23,11 s |
| 3     | Sandra Whittaker   | Großbritannien          | 23,22 s |
| 4     | Ruth Waithera      | Kenia                   | 23,42 s |
| 5     | Janet Burke        | Jamaika                 | 23,75 s |
| 6     | Binta Jambane      | Mosambik                | 25,14 s |
| DNS   | Felicia Candelario | Dominikanische Republik |         |
| DNS   | Grace Ann Dinkins  | Liberia                 |         |

### Vorlauf 6
Wind: −0,7 m/s, Temperatur: 27 °C
| Platz | Name                | Nation                  | Zeit    |
| ----- | ------------------- | ----------------------- | ------- |
| 1     | Kathy Cook          | Großbritannien          | 23,71 s |
| 2     | Helinä Marjamaa     | Finnland                | 24,10 s |
| 3     | Michaela Schabinger | BR Deutschland          | 24,12 s |
| 4     | Divina Estrella     | Dominikanische Republik | 24,72 s |
| 5     | Elanga Buala        | Papua-Neuguinea         | 24,82 s |
| 6     | Françoise M'Pika    | Volksrepublik Kongo     | 25,05 s |
| DNS   | Debbie Wells        | Australien              |         |

## Viertelfinale
Datum: 8. August 1984
In den vier Läufen qualifizierten sich die jeweils ersten vier Athletinnen (hellblau unterlegt) für das Halbfinale.
Die schnellste Viertelfinalzeit lief Florence Griffith in Lauf vier mit 22,33 s. Mit 23,51 s qualifizierte sich die Finnin Helinä Marjamaa im selben Lauf und lief damit die langsamste Zeit der Qualifikantinnen. Als schnellste nicht für die nächste Runde qualifizierte Sprinterin erzielte Sandra Whittaker im ersten Rennen 22,98 s.

### Lauf 1
Wind: +1,1 m/s, Temperatur: 29 °C
| Platz | Name                 | Nation              | Zeit    |
| ----- | -------------------- | ------------------- | ------- |
| 1     | Rose-Aimée Bacoul    | Frankreich          | 22,57 s |
| 2     | Valerie Brisco-Hooks | USA                 | 22,78 s |
| 3     | Angela Bailey        | Kanada              | 22,97 s |
| 4     | Pauline Davis        | Bahamas             | 22,97 s |
| 5     | Sandra Whittaker     | Großbritannien      | 22,98 s |
| 6     | Janet Burke          | Jamaika             | 23,56 s |
| 7     | Françoise M'Pika     | Volksrepublik Kongo | 24,97 s |
| DNS   | Angela Williams      | Trinidad und Tobago |         |

### Lauf 2
Wind: −1,0 m/s, Temperatur: 28 °C
| Platz | Name                      | Nation         | Zeit    |
| ----- | ------------------------- | -------------- | ------- |
| 1     | Merlene Ottey-Page        | Jamaika        | 22,53 s |
| 2     | Liliane Gaschet           | Frankreich     | 22,87 s |
| 3     | Kathy Cook                | Großbritannien | 23,02 s |
| 4     | Marisa Masullo            | Italien        | 23,19 s |
| 5     | Michaela Schabinger       | BR Deutschland | 23,84 s |
| 6     | Mo Myung-hee              | Südkorea       | 24,70 s |
| 7     | Christa Schumann-Lottmann | Guatemala      | 24,90 s |
| 8     | Nzaeli Kyomo              | Tansania       | 25,11 s |

### Lauf 3
Wind: +0,5 m/s, Temperatur: 28 °C

| Platz | Name            | Nation          | Zeit    |
| ----- | --------------- | --------------- | ------- |
| 1     | Grace Jackson   | Jamaika         | 22,52 s |
| 2     | Randy Givens    | USA             | 22,81 s |
| 3     | Els Vader       | Niederlande     | 23,31 s |
| 4     | Ruth Waithera   | Kenia           | 23,37 s |
| 5     | Raymonde Naigre | Frankreich      | 23,54 s |
| 6     | Teresa Rioné    | Spanien         | 23,78 s |
| 7     | Elanga Buala    | Papua-Neuguinea | 24,87 s |
| 8     | Amie Ndow       | Gambia          | 25,24 s |

### Lauf 4
Wind: +1,4 m/s, Temperatur: 28 °C
| Platz | Name              | Nation                  | Zeit    |
| ----- | ----------------- | ----------------------- | ------- |
| 1     | Florence Griffith | USA                     | 22,33 s |
| 2     | Joan Baptiste     | Großbritannien          | 23,11 s |
| 3     | Heidi-Elke Gaugel | BR Deutschland          | 23,19 s |
| 4     | Helinä Marjamaa   | Finnland                | 23,51 s |
| 5     | Semra Aksu        | Türkei                  | 24,03 s |
| 6     | Ruth Enang Mesode | Kamerun                 | 24,25 s |
| 7     | Divina Estrella   | Dominikanische Republik | 24,98 s |
| DNS   | Emma Tahapari     | Indonesien              |         |

## Halbfinale
Datum: 9. August 1984
In den beiden Halbfinalläufen qualifizierten sich jeweils die ersten Vier (hellblau unterlegt) für das Finale.
Wieder lief Florence Griffith die schnellste Zeit, diesmal 22,27 s im ersten Lauf.

### Lauf 1

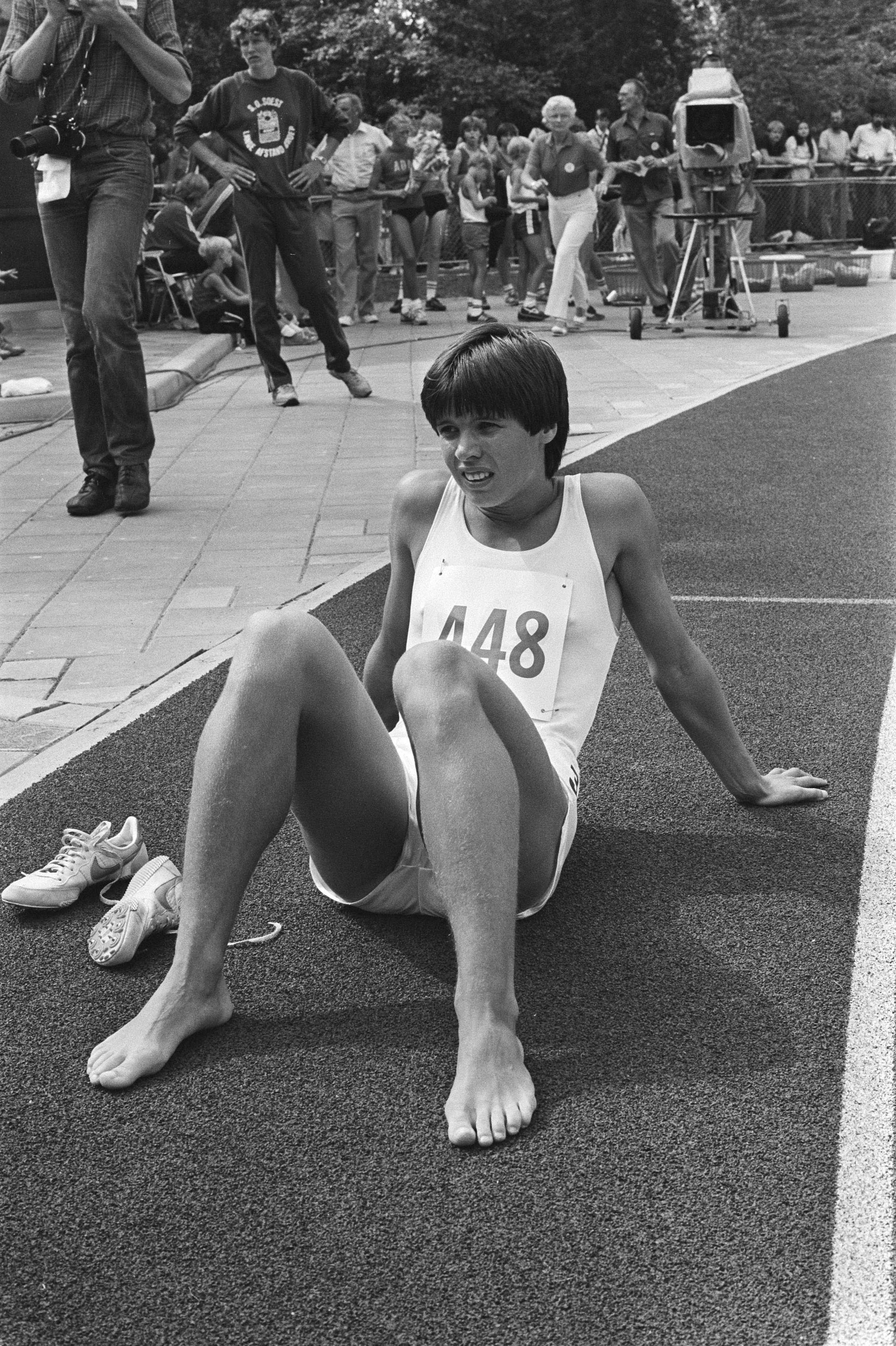
Els Vader – ausgeschieden als Siebte des ersten Halbfinals

Wind: +1,0 m/s, Temperatur: 27 °C
| Platz | Name               | Nation         | Zeit    |
| ----- | ------------------ | -------------- | ------- |
| 1     | Florence Griffith  | USA            | 22,27 s |
| 2     | Merlene Ottey-Page | Jamaika        | 22,57 s |
| 3     | Randy Givens       | USA            | 22,69 s |
| 4     | Liliane Gaschet    | Frankreich     | 22,73 s |
| 5     | Joan Baptiste      | Großbritannien | 22,86 s |
| 6     | Helinä Marjamaa    | Finnland       | 23,12 s |
| 7     | Els Vader          | Niederlande    | 23,43 s |
| 8     | Ruth Waithera      | Kenia          | 23,45 s |

### Lauf 2

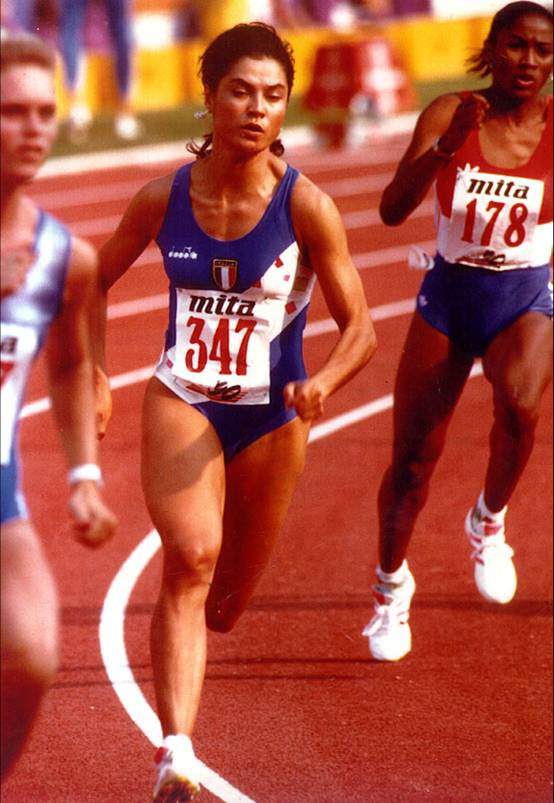
Marisa Masullo – ausgeschieden als Sechste des zweiten Halbfinals

Wind: +1,4 m/s, Temperatur: 27 °C
| Platz | Name                 | Nation         | Zeit    |
| ----- | -------------------- | -------------- | ------- |
| 1     | Valerie Brisco-Hooks | USA            | 22,28 s |
| 2     | Grace Jackson        | Jamaika        | 22,32 s |
| 3     | Kathy Cook           | Großbritannien | 22,38 s |
| 4     | Rose-Aimée Bacoul    | Frankreich     | 22,53 s |
| 5     | Angela Bailey        | Kanada         | 22,75 s |
| 6     | Marisa Masullo       | Italien        | 22,88 s |
| 7     | Heidi-Elke Gaugel    | BR Deutschland | 23,02 s |
| 8     | Pauline Davis        | Bahamas        | 23,02 s |

## Finale

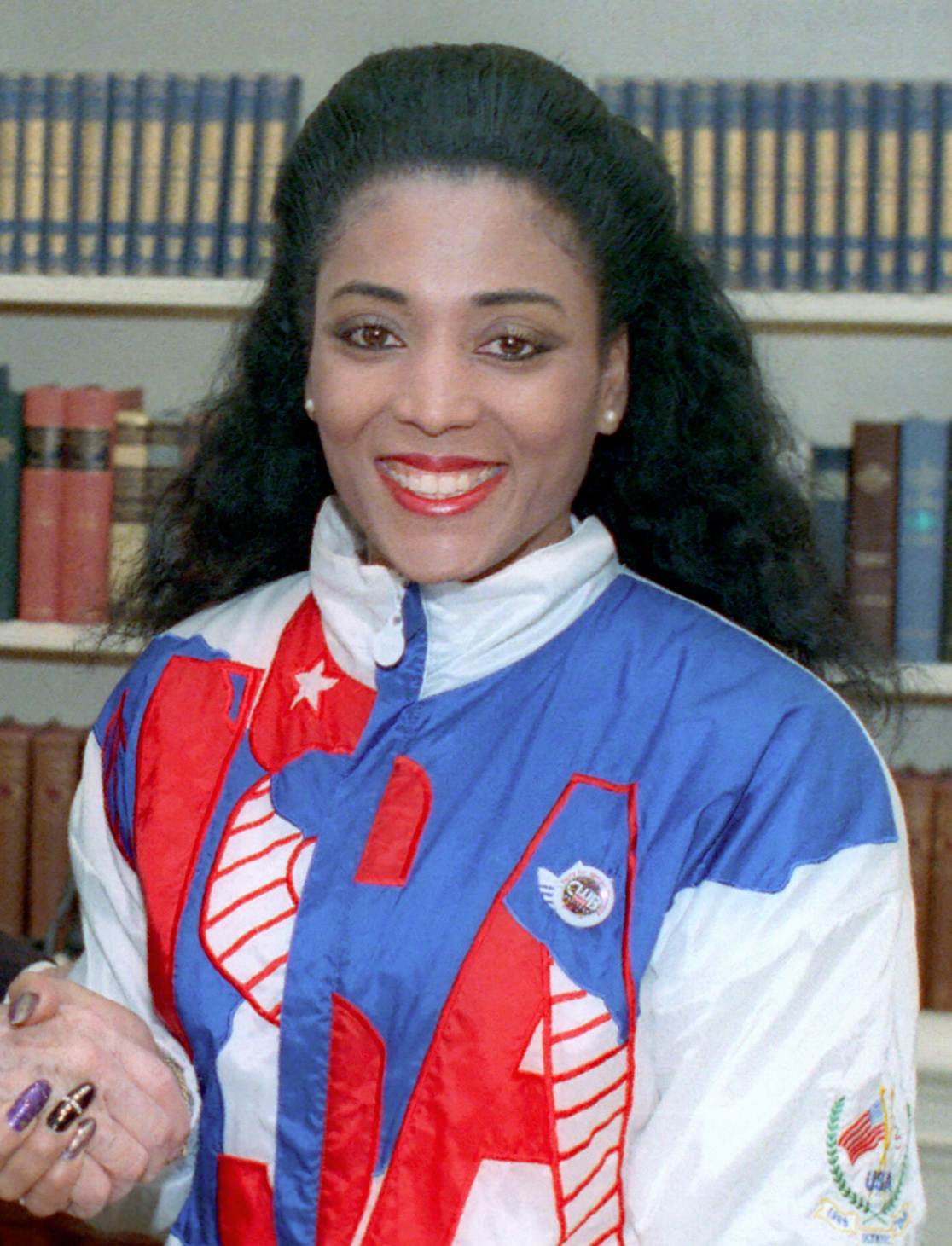
Silber gab es für Florence Griffith, die vier Jahre später dreifache Olympiasiegerin wurde
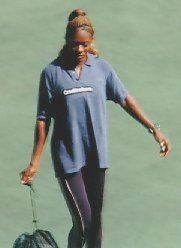
Merlene Ottey-Page – zum dritten Mal Bronze für sie, zuvor 1980 in Moskau über 200 Meter und hier in Los Angeles über 100 Meter

Datum: 9. August 1984

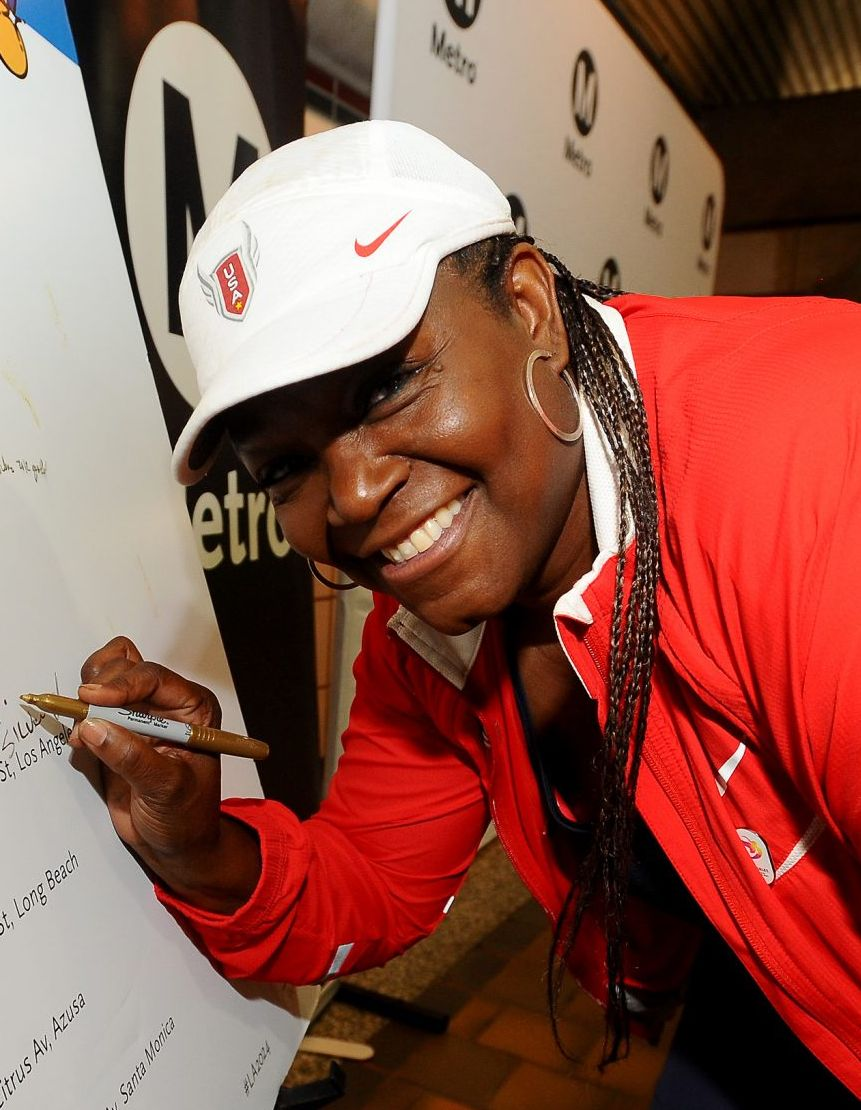
Valerie Brisco-Hooks (Foto: 2016) – drei Tage nach ihrem Sieg über 400 Meter gewann sie ihre zweite Goldmedaille, in der Staffel errang sie am Schlusstag noch ihr drittes Gold

Wind: −0,1 m/s, Temperatur: 25 °C
| Platz | Name                 | Nation         | Zeit    | Anmerkung |
| ----- | -------------------- | -------------- | ------- | --------- |
| 1     | Valerie Brisco-Hooks | USA            | 21,81 s | OR        |
| 2     | Florence Griffith    | USA            | 22,04 s |           |
| 3     | Merlene Ottey-Page   | Jamaika        | 22,09 s |           |
| 4     | Kathy Cook           | Großbritannien | 22,10 s |           |
| 5     | Grace Jackson        | Jamaika        | 22,20 s |           |
| 6     | Randy Givens         | USA            | 22,36 s |           |
| 7     | Rose-Aimée Bacoul    | Frankreich     | 22,78 s |           |
| 8     | Liliane Gaschet      | Frankreich     | 22,86 s |           |

Für das Finale am 9. August 1984 hatten sich drei US-Amerikanerinnen, zwei Französinnen, zwei Jamaikanerinnen und eine Britin qualifiziert. Der Olympiaboykott zahlreicher Staaten verhinderte die Teilnahme der Weltrekordlerin Marita Koch aus der DDR. So fiel die Favoritenrolle der Jamaikanerin Merlene Ottey-Page zu. Die US-Amerikanerin Florence Griffith wurde als ihre Hauptkonkurrentin gesehen.
Den schnellsten Start im Finale erwischten Griffith und Valerie Brisco-Hooks. Es folgten Ottey-Page und die Britin Kathy Cook, frühere Kathy Smallwood. Eingangs der Zielgeraden zog Valerie Brisco-Hooks an Griffith vorbei und gewann nach ihrer bereits überraschenden Goldmedaille über 400 m auch hier olympisches Gold mit neuem Olympiarekord. Florence Griffith wurde Zweite, Merlene Ottey-Page musste sich mit Rang drei zufriedengeben. Die Jamaikanerin gewann damit ihre zweite Bronzemedaille in Los Angeles – vier Tage zuvor war sie Dritte über 100 Meter geworden. Es war gleichzeitig auch ihre zweite Bronzemedaille in Folge über 200 Meter. Kathy Cook hatte als Vierte nur eine Hundertstelsekunde Rückstand auf Ottey-Page.
Die Zeit von 21,81 s der Siegerin Brisco-Hooks lag angesichts der fehlenden Konkurrenz aus Osteuropa auf einem unerwartet hohen Niveau.
Drei Tage zuvor hatte Valerie Brisco-Hooks die Goldmedaille über 400 Meter gewonnen. Sie war damit die erste Frau bei Olympischen Spielen, die auf diesen beiden Strecken bei einer Austragung siegreich war.
- Silber gab es für Florence Griffith,
die vier Jahre später dreifache Olympiasiegerin wurde
- Merlene Ottey-Page – zum dritten
Mal Bronze für sie, zuvor 1980 in
Moskau über 200 Meter und hier
in Los Angeles über 100 Meter

## Videolinks
- 1984 Olympics 200m Final women, youtube.com, abgerufen am 14. November 2021
- 1984 Olympic Games - Women's 200 Meters, youtube.com, abgerufen am 14. Januar 2018